# Frontón Astelena

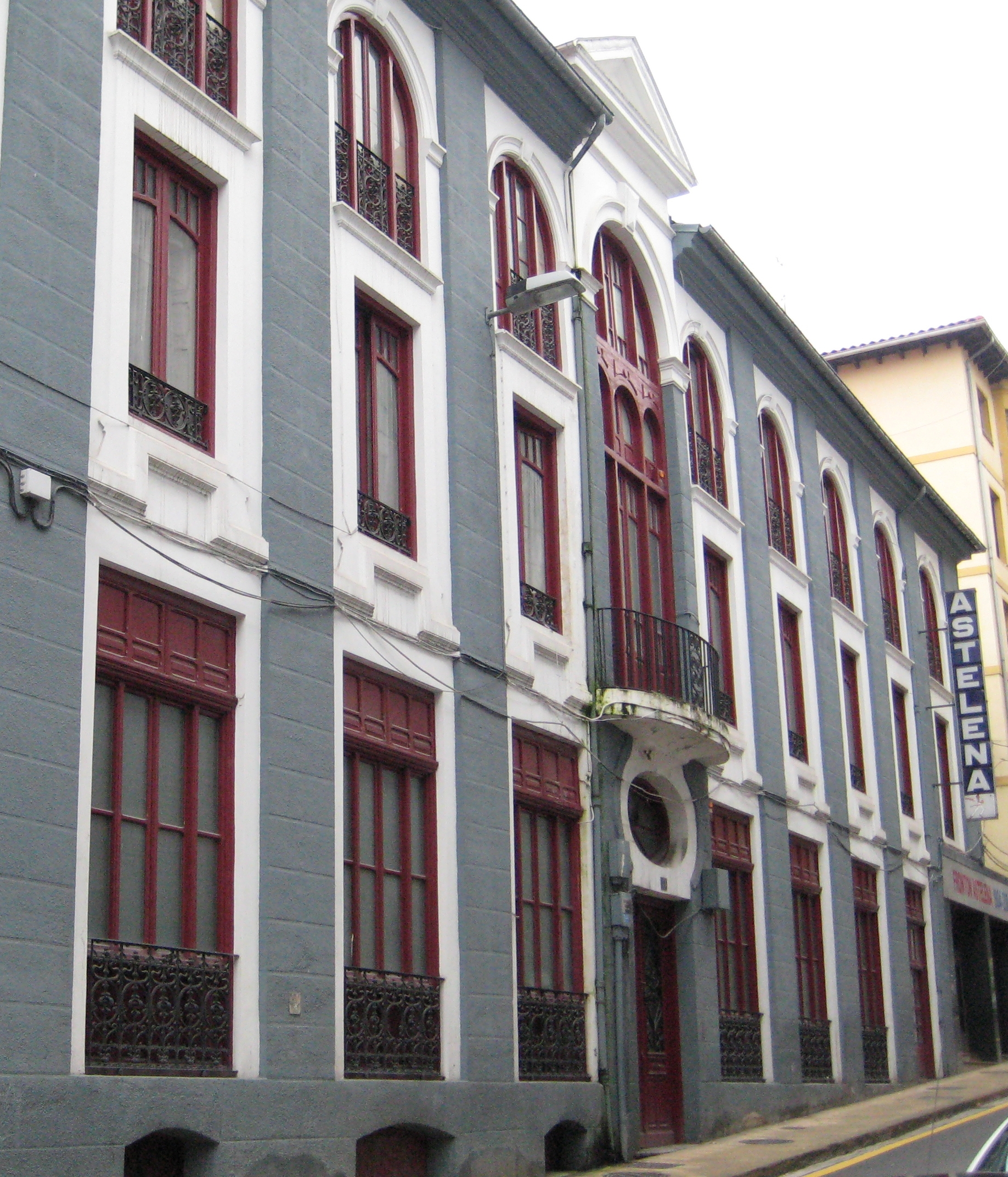
Fassade Frontón Astelena

Das Frontón Astelena (baskisch Astelena pilotalekua) ist ein Sportarena für den baskischen Nationalsport Pelota in der Stadt Eibar  (span. Éibar) in der Provinz Gipuzkoa in der Autonomen Gemeinschaft Baskenland in Spanien.

## Geschichte
Die überdachte Sportarena Astelena mit einem Frontón-Spielfeld 41 × 10 × 10 Metern und Tribünensitzplätze für rund 1.300 Zuschauer wurde Ende des 19. Jahrhunderts errichtet und am 24. Juni 1904 eröffnet. Während des Bürgerkrieges war Frontón Astelena ein Speisesaal und Kaserne der Soldaten. Ab 1940 wurde der Spielbetrieb wieder aufgenommen und das Campeonato Manomanista ausgetragen.

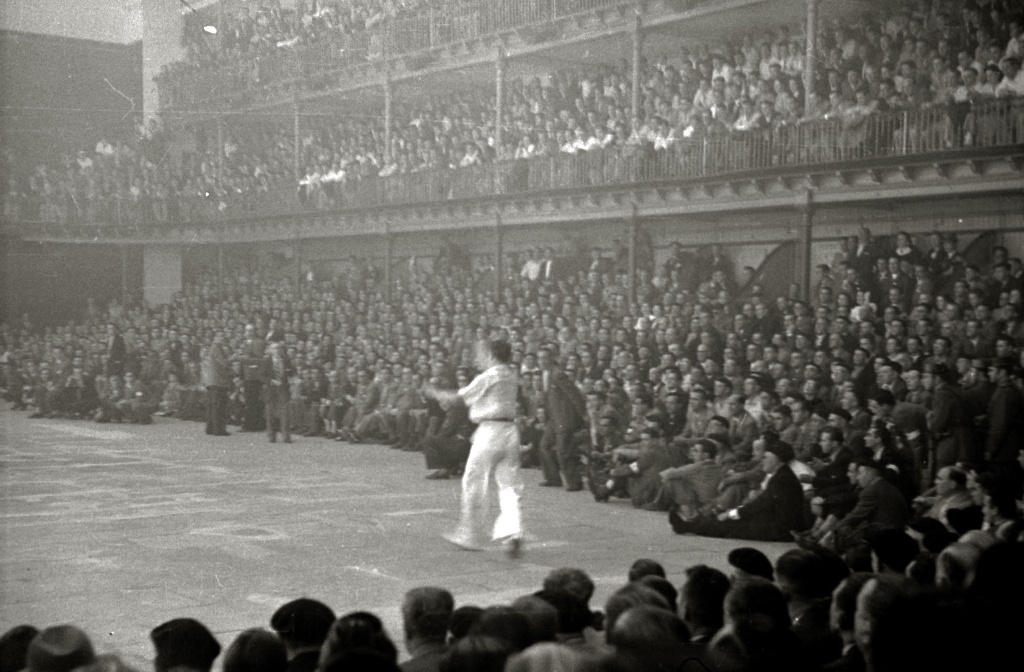
Innenansicht 1946

Am 28. Dezember 1969 wurde die Arena geschlossen und Renovierungen an der Stahlkonstruktion, dem Glashallendach und an der Giebelfassade durchgeführt. Die Wiedereröffnung fand am 8. Oktober 1972 mit einem Spiel zwischen „Retegi I“ und „Tapia“ statt.
Frontón Astelena war auch Austragungsort des Campeonato de Euskadi del Cuatro y Medio in den Jahren 1956 und 1992 sowie in der Kategorie Manomanista 1946, 1950, 1954, 1955, 1956, 1960, 1966, 1973 und 1999. Bis 2004 wurden dort auch verschiedenen öffentliche Veranstaltungen, wie Feiern, Versammlungen und Preisverleihungen abgehalten.
Die Sportarena Astelena war im Besitz der Unternehmerfamilien Luciano Gaztañatorre und Alberto Vidarte. Im März 2005 kam es zu Meinungsverschiedenheiten zwischen den Eigentümern (60 % war im Besitz von Gaztañatorre, Bilbao und 40 % hielt Vidarte, Eibar) und die Arena schloss ihre Pforten. Zweiundzwanzig Monate später kaufte die Stadt das Gebäude an der Straße Calle Isasi, das ab 20. Mai 2007 nach dem Austausch des Kunstrasenplatzes sowie dem Bau des Pool- und Spa-Centers und Renovierung der Fassade wieder für die Öffentlichkeit zugänglich war.